# The Return of the Darkness and Evil
The Return... of the Darkness and Evil är det svenska black metal-bandet Bathorys andra studioalbum utgivet 1985. Skivan har släppts i cirka 100 000 exemplar.

## Omslagets utformning
På omslaget anges titeln bara till The Return.... Tanken är att man sedan ska vända på albumet för att hitta låtlistan och mötas av följande dikt, där alla låttitlarna är invävda.
Track Listing Poem
When the sacred oath is broken

and the lie is spoken out loud

when the angel is POSSESSED

and the virgin is stolen her pride

When the flame of love and pureness

have turned to BESTIAL LUST

when the walls of gold in heaven

close in and turn to dust

When THE WIND OF MAYHEM whispers

through the vale of tears and death

when the golden river is empty

and the SADIST tear the angels' flesh

When the SON OF THE DAMNED strides the earth

and THE RITE OF DARKNESS is done

when the REVELATION OF DOOM comes closer

and the battle just begun

When the beauty is BORN FOR BURNING

and the TOTAL DESTRUCTION draws near

when the disciples under the sign of the black mark gathers

and the REAP OF EVIL is here

Then the clouds of death shall gather

then the night shall always burn

then the ancient prediction comes true

and the bells of fate chime

THE RETURN ......

## Låtlista
Sida A - Darkness
1. "Revelation of Doom (intro)" (instrumental) – 3:27
2. "Total Destruction" – 3:51
3. "Born for Burning" – 5:14
4. "The Wind of Mayhem" – 3:13
5. "Bestial Lust (Bitch)" – 2:42

Sida B - Evil
1. "Possessed" – 2:42
2. "The Rite of Darkness" – 2:06
3. "Reap of Evil" – 3:29
4. "Son of the Damned" – 2:48
5. "Sadist (Tormentor)" – 3:00
6. "The Return of the Darkness and Evil" – 4:25

Bonusspår på 1991-utgåvan
1. "Outro" (instrumental) – 0:25

## Medverkande
Musiker (Bathory-medlemmar)
- Quorthon (Thomas Börje Forsberg) – sång, gitarr, basgitarr, texter & musik
- Andreas Johansson – basgitarr
- Stefan Larsson – trummor

Produktion
- Boss (Stig Börje Forsberg) – producent, ljudtekniker, ljudmix
- Quorthon – producent, omslagsdesign
- Gunnar Silins – foto
- Bathory – foto